# Sellhorn (Heeslingen)
Sellhorn ist ein kleines Dorf in der Gemeinde Heeslingen im niedersächsischen Landkreis Rotenburg (Wümme). Verwaltungstechnisch gehört der Ort zu Steddorf.
Nahe dem Ort befindet sich der 134 Meter hohe Fernmeldeturm Sellhorn.

## Geographie
Sellhorn liegt auf der Stader Geest. Durch den Ort führt der Sellhorner Bach, der in den Knüllbach mündet.

### Nachbarorte
|          | Wangersen                                   | Hohenhausen    |
| Steddorf | Kompassrose, die auf Nachbargemeinden zeigt | Klein Ippensen |
| Boitzen  | Marschhorst, Langenfelde                    | Groß Ippensen  |

## Religion
Sellhorn ist evangelisch-lutherisch geprägt und gehört zum Kirchspiel der Vitus-Kirche in Heeslingen.